# Al Duffy
Al Duffy (egentligen Adolph Daidone), född den 20 september 1906 i Brooklyn, död den 22 december 2006 i Freehold, New Jersey, var en amerikansk violinist och jazzmusiker.
Duffy, som var son till italienska emigranter, gick med i musikerfacket redan 1924 och hade en lång yrkeskarriär omfattande arbete med såväl dans- och jazzorkstrar, som grammofoninspelningar, radio och scenföreställningar. 
Under 1920-talet verkade Duffy i kända orkestrar som California Ramblers och under ledare som Sam Lanin, Ben Selvin och Fred Rich (med den sistnämnde turnerade han även till England 1927). Han medverkade också på några av bröderna Tommy och Jimmy Dorseys tidigaste skivinspelningar under eget namn. Inte minst tillhörde Duffy under dessa år kärntruppen av de musiker som gjorde otaliga, anonymt utgivna, inspelningar för det lilla skivbolaget Grey Gull där han ofta kan höras som solist i instrumentalstycken komponerade av kollegan Mike Mosiello.
Under 1930-talet återfanns Duffy bland annat i Paul Whitemans orkester, där han utgjorde en del av den mindre sättning som lanserades som "Paul Whiteman's Swinging Strings". Han gjorde också en serie inspelningar med en egen kvartett för Decca 1938 och med sina "Rhythmasters" för Musicraft 1944, mestadels i form av jazzarrangemang av klassiska stycken.
Andra artister Duffy arbetade med genom åren inkluderar Annette Hanshaw, Bobby Hackett, Dinah Shore och Jimmy Durante.
Från 1978 var Duffy bosatt i Freehold, New Jersey där han avled 100 år gammal på ett vårdhem.